# Dimostrazione per contrapposizione
Nella logica, la contrapposta di una proposizione condizionale si forma negando entrambi i termini e invertendo il verso dell'implicazione logica. La contrapposta dell'affermazione "Se A è, allora è B" è la proposizione "Se non-B è, allora è non-A". La relativa operazione logica di inferenza immediata si chiama contrapposizione. Un'affermazione e la sua contrapposta sono logicamente equivalenti poiché la verità dell'una implica la verità dell'altra: o sono entrambe vere o sono entrambe false.
Nella matematica, la dimostrazione per contrapposizione o prova per contrapposizione è una regola di inferenza usata nelle dimostrazioni, in cui si deduce un'affermazione condizionale dalla sua contrapposta. In altre parole, la conclusione "se A , allora B " viene dedotta costruendo una prova dell'affermazione "se non è B , allora non è A". Tale approccio è in genere preferito se la prova della contrapposta risulta più semplice della prova dell'affermazione condizionale di partenza.
La seguente tavola di verità dimostra la validità della dimostrazione per contrapposizione:
| p | q | {\displaystyle \lnot }p | {\displaystyle \lnot }q | p → q | {\displaystyle \lnot }q → {\displaystyle \lnot }p |
| - | - | ----------------------- | ----------------------- | ----- | ------------------------------------------------- |
| V | V | F                       | F                       | V     | V                                                 |
| V | F | F                       | V                       | F     | F                                                 |
| F | V | V                       | F                       | V     | V                                                 |
| F | F | V                       | V                       | V     | V                                                 |

## Differenze con la dimostrazione per contraddizione
- Dimostrazione per contraddizione (reductio ad impossibile):  si assume come ipotesi che {\displaystyle \neg A} sia vera. Si dimostra che {\displaystyle \neg A\to B} è falsa, deducendo quindi che {\displaystyle \neg A} è falsa e per doppia negazione che {\displaystyle A} è vera. Si noti che nella dimostrazione per assurdo si procede in un modo ancora diverso, assumendo che la tesi {\displaystyle B} sia vera per dimostrare che {\displaystyle B\to \neg B}.
- Dimostrazione per contrapposizione: per dimostrare che {\displaystyle A\to B}, si dimostra la proposizione contrapposta che è {\displaystyle \neg B\to \neg A}.

## Esempi
Sia {\displaystyle x} un numero intero
per dimostrare che se {\displaystyle x^{2}} è pari, allora anche {\displaystyle x} è pari.
Sebbene possa essere data una dimostrazione diretta, qui si sceglie di dimostrarlo per contrapposizione. La contrapposta della proposizione precedente è:
Se {\displaystyle x} non è pari, allora {\displaystyle x^{2}} non è pari
e, poiché gli unici numeri interi non pari sono quelli dispari, tale proposizione equivale a:
Se {\displaystyle x} è dispari, allora {\displaystyle x^{2}}è dispari
L'ultima proposizione può essere provata come segue: se {\displaystyle x} è dispari, esso è del tipo {\displaystyle 2n+1} per qualche {\displaystyle n\in \mathbb {Z} } e, sfruttando la formula del quadrato del binomio e un raccoglimento parziale, troviamo:
{\textstyle x^{2}=(2n+1)^{2}=4n^{2}+4n+1=2(2n^{2}+2)+1}
da cui segue che {\displaystyle x^{2}} è dispari, come volevamo.
Avendo usato la contrapposta, possiamo inferire che la proposizione originale è vera.